# Збірна України з футзалу
Збі́рна Украї́ни з футзалу — національна збірна команда України з футзалу, якою керує Асоціація футзалу України, яка входить у структуру Української асоціації футболу.
Найвищі досягнення в офіційних міжнародних змаганнях — бронзова нагорода чемпіонату світу 2024 року, а також срібні нагороди на чемпіонатах Європи 2001 і 2003 років.
Станом на 19 червня 2024 року посідає 5 місце у рейтингу найсильніших футзальних збірних Європи та 9 у світовому (станом на 4 квітня 2025 року).

## Історія
Асоціація міні-футболу України була заснована 9 березня 1993 року. Першим її президентом було обрано Геннадія Лисенчука.
У 1993 році у Санкт-Петербурзі проводився 2-й щорічний турнір «Санкт-Петербурзька осінь». Від України на цей турнір було запрошено дві команди - «Янус-Донбас» (Донецьк) і «СКІФ-Слід» (Київ) як переможця Кубка України. Фінансове становище столичної команди не дозволяло їй організувати таку поїздку і було вирішено відправити на турнір збірну України. Національної команди на той час не існувало і все довелося починати з початку. У тренерський штаб збірної увійшли: Валерій Шабельников («СКІФ-Слід», Київ) як головний тренер, а також Олександр Лизовенко (Ніке, Дніпропетровськ) і Олександр Ручинський («Ріта», Харків) як його помічники. Начальником команди став Ігор Тисячний, а усі витрати на себе взяв його брат Олег Назаренко. У склад збірної увійшли: воротарі – Ігор Ліщук («Механізатор» Дніпропетровськ), Олег Зозуля («Надія» Запоріжжя), а також польові гравці -  Юрій і Сергій Усаковські, Сергій Ожегов (усі – «СКІФ-Слід» Київ), Олександр і Сергій Москалюки (обидва – «Ніке» Дніпропетровськ), Олександр Яценко, Сергій Дюженко, Валерій Петрух (усі – «Надія» Запоріжжя), Віктор Збаразський («Ріта» Харків), а капітаном призначили Юрія Миргородського («Ніке» Дніпропетровськ).
Свою першу гру на турнірі збірна провела 3 листопада 1993 року проти санкт-петербурзького «Будімпульсу» і перемогла з рахунком 5:2. У фіналі турніру збірній України протистояла московська «Діна». Рахунок вирішального матчу - 3:3, але в серії пенальті точнішими були москвичі - 4:3. Усі ці матчі не увійшли до офіційного реєстру національної збірної, а першою грою, з якої  ведеться офіційна статистика національної команди стала зустріч українців проти команди Білорусі, 5 червня 1994 року, в якій українці здобули перемогу -  2:1. Головним тренером збірної на довгі роки став Геннадій Лисенчук. Упродовж двох років національна збірна України перемагала в ряді товариських турнірів в Катарі та Бельгії. 

## Міжнародні турніри
| \| Результати виступів на чемпіонатах світу \| Результати виступів на чемпіонатах світу \| Результати виступів на чемпіонатах світу \| Результати виступів на чемпіонатах світу \| Результати виступів на чемпіонатах світу \| Результати виступів на чемпіонатах світу \| Результати виступів на чемпіонатах світу \| Результати виступів на чемпіонатах світу \| Результати виступів на чемпіонатах світу \| \| Рік \| Місце \| І \| В \| Н \| П \| ЗМ \| ПМ \| РМ \| \| ---------------------------------------- \| -------------------------------------------------------- \| -------------------------------------------------------- \| -------------------------------------------------------- \| -------------------------------------------------------- \| -------------------------------------------------------- \| -------------------------------------------------------- \| -------------------------------------------------------- \| -------------------------------------------------------- \| \| Гонконг 1992 \| Не брала участі, оскільки не мала збірної, визнаної ФІФА \| Не брала участі, оскільки не мала збірної, визнаної ФІФА \| Не брала участі, оскільки не мала збірної, визнаної ФІФА \| Не брала участі, оскільки не мала збірної, визнаної ФІФА \| Не брала участі, оскільки не мала збірної, визнаної ФІФА \| Не брала участі, оскільки не мала збірної, визнаної ФІФА \| Не брала участі, оскільки не мала збірної, визнаної ФІФА \| Не брала участі, оскільки не мала збірної, визнаної ФІФА \| \| Іспанія 1996 \| 4-те (матч за 3-тє місце) \| 8 \| 3 \| 2 \| 3 \| 36 \| 25 \| +11 \| \| Гватемала 2000 \| Не пройшла до фінальної частини чемпіонату \| Не пройшла до фінальної частини чемпіонату \| Не пройшла до фінальної частини чемпіонату \| Не пройшла до фінальної частини чемпіонату \| Не пройшла до фінальної частини чемпіонату \| Не пройшла до фінальної частини чемпіонату \| Не пройшла до фінальної частини чемпіонату \| Не пройшла до фінальної частини чемпіонату \| \| Тайвань 2004 \| 6-те (другий раунд) \| 6 \| 3 \| 1 \| 2 \| 16 \| 15 \| +1 \| \| Бразилія 2008 \| 8-ме (другий раунд) \| 7 \| 3 \| 1 \| 3 \| 24 \| 21 \| +4 \| \| Таїланд 2012 \| 5-те (1/4 фіналу) \| 5 \| 3 \| 1 \| 1 \| 21 \| 13 \| +8 \| \| Колумбія 2016 \| 13-те (1/8 фіналу) \| 4 \| 2 \| 0 \| 2 \| 8 \| 7 \| +1 \| \| Литва 2021 \| Не пройшла до фінальної частини чемпіонату \| Не пройшла до фінальної частини чемпіонату \| Не пройшла до фінальної частини чемпіонату \| Не пройшла до фінальної частини чемпіонату \| Не пройшла до фінальної частини чемпіонату \| Не пройшла до фінальної частини чемпіонату \| Не пройшла до фінальної частини чемпіонату \| Не пройшла до фінальної частини чемпіонату \| \| Узбекистан 2024 \| 3-є \| 7 \| 5 \| 0 \| 2 \| 33 \| 19 \| 14 \| \| Загалом \| 6/10 \| 37 \| 19 \| 5 \| 13 \| 138 \| 100 \| +38 \| |                                                          |                                                          |                                                          |                                                          |                                                          |                                                          |                                                          |                                                          |
| Результати виступів на чемпіонатах світу |                                                          |                                                          |                                                          |                                                          |                                                          |                                                          |                                                          |                                                          |
| Рік | Місце                                                    | І                                                        | В                                                        | Н                                                        | П                                                        | ЗМ                                                       | ПМ                                                       | РМ                                                       |
| Гонконг 1992 | Не брала участі, оскільки не мала збірної, визнаної ФІФА | Не брала участі, оскільки не мала збірної, визнаної ФІФА | Не брала участі, оскільки не мала збірної, визнаної ФІФА | Не брала участі, оскільки не мала збірної, визнаної ФІФА | Не брала участі, оскільки не мала збірної, визнаної ФІФА | Не брала участі, оскільки не мала збірної, визнаної ФІФА | Не брала участі, оскільки не мала збірної, визнаної ФІФА | Не брала участі, оскільки не мала збірної, визнаної ФІФА |
| Іспанія 1996 | 4-те (матч за 3-тє місце)                                | 8                                                        | 3                                                        | 2                                                        | 3                                                        | 36                                                       | 25                                                       | +11                                                      |
| Гватемала 2000 | Не пройшла до фінальної частини чемпіонату               | Не пройшла до фінальної частини чемпіонату               | Не пройшла до фінальної частини чемпіонату               | Не пройшла до фінальної частини чемпіонату               | Не пройшла до фінальної частини чемпіонату               | Не пройшла до фінальної частини чемпіонату               | Не пройшла до фінальної частини чемпіонату               | Не пройшла до фінальної частини чемпіонату               |
| Тайвань 2004 | 6-те (другий раунд)                                      | 6                                                        | 3                                                        | 1                                                        | 2                                                        | 16                                                       | 15                                                       | +1                                                       |
| Бразилія 2008 | 8-ме (другий раунд)                                      | 7                                                        | 3                                                        | 1                                                        | 3                                                        | 24                                                       | 21                                                       | +4                                                       |
| Таїланд 2012 | 5-те (1/4 фіналу)                                        | 5                                                        | 3                                                        | 1                                                        | 1                                                        | 21                                                       | 13                                                       | +8                                                       |
| Колумбія 2016 | 13-те (1/8 фіналу)                                       | 4                                                        | 2                                                        | 0                                                        | 2                                                        | 8                                                        | 7                                                        | +1                                                       |
| Литва 2021 | Не пройшла до фінальної частини чемпіонату               | Не пройшла до фінальної частини чемпіонату               | Не пройшла до фінальної частини чемпіонату               | Не пройшла до фінальної частини чемпіонату               | Не пройшла до фінальної частини чемпіонату               | Не пройшла до фінальної частини чемпіонату               | Не пройшла до фінальної частини чемпіонату               | Не пройшла до фінальної частини чемпіонату               |
| Узбекистан 2024 | 3-є                                                      | 7                                                        | 5                                                        | 0                                                        | 2                                                        | 33                                                       | 19                                                       | 14                                                       |
| Загалом | 6/10                                                     | 37                                                       | 19                                                       | 5                                                        | 13                                                       | 138                                                      | 100                                                      | +38                                                      |

Кращі бомбардири збірної на ЧС: 1. О. Москалюк (1996) - 10; 2. Д. Абакшин - 7 (2024); 3. Д. Овсянніков - 7 (2012, 206)
Офіційні матчі Збірної України з футзалу станом на 16.04.2025
| І   | В   | Н  | П  | ЗМ   | ПМ  |
| 350 | 204 | 47 | 99 | 1295 | 794 |

### Топ-15 кращих бомбардирів збірної України (1994-2025)
Станом на 16 квітня 2025 року
| #  | Гравець              | Період виступів | Голи (ігри) |
| -- | -------------------- | --------------- | ----------- |
| 1  | Сергій Корідзе       | 1998 — 2005     | 62 (?)      |
| 2  | Ігор Москвичов       | 1995 — 2004     | 57 (?)      |
| 3  | Денис Овсянніков     | 2006 — 2016     | 49 (?)      |
| 4  | Сергій Чепорнюк      | 2006 — 2017     | 43 (?)      |
| =  | Євген Рогачов        | 2005 — 2016     | 43 (?)      |
| 6  | Олександр Косенко    | 1995 — 2004     | 42 (?)      |
| 7  | Петро Шотурма        | 2010 — донині   | 36 (112)    |
| 8  | Ігор Корсун          | 2016 — донині   | 35 (81)     |
| 9  | Даниіл Абакшин       | 2021 — донині   | 30 (49)     |
| 10 | Михайло Зварич       | 2016 - донині   | 30 (70)     |
| 11 | Сергій Журба         | 2008 — донині   | 28 (127)    |
| =  | Федір Пилипів        | 2000 — 2010     | 28 (?)      |
| =  | Сергій Ситін         | 2002 — 2007     | 28 (?)      |
| 14 | Микола Білоцерківець | 2013 — 2021     | 27 (63)     |
| 15 | Дмитро Сорокін       | 2010 — 2022     | 24 (91)     |

Невідомі автори 34 забитих м'ячів в офіційних матчах збірної України

### Цікаві факти
- Сергій Корідзе двічі із сімома голами ставав кращим бомбардиром ЧЄ з футзалу: 2001, 2003 р.р.
- Найбільше голів в одному матчі (5) забивали троє гравців: Сергій Корідзе - тричі: Вірменії (20:1, 17.02.2000), Кіпру (17:1, 06.11.2002), Португалії (7:4, 17.02.2003), Ігор Москвічов - Кіпру (17:1, 06:11.2002) та Микола Білоцерківець - Бельгії (9:2, 21.03.2015)
- Михайло Романов забив найшвидший гол в історії збірної, який також є найшвидшим у фінальних стадіях чемпіонатів Європи (Азербайджан — Україна, 25.01.2010, 8 секунда)[3]
- Найбільш зручний суперник - збірна Білорусії: 20 ігор, 15 перемог, 4 нічиї, 1 поразка, різниця забитих і пропущених м'ячів - 74:31
- Найбільш не зручний суперник - збірна Іспанії: 19 ігор, 0 перемог, 1 нічия, 18 поразок, різниця забитих і пропущених м'ячів - 15:62.

## Головні тренери (1994-2024)
| - Валерій Шабельников (1993) - Володимир Залойло (1994) - Геннадій Шур (1994) - Геннадій Лисенчук (1994 — 29 листопада 2012, 216 матчів; +125=29-62, 819-523) - Євген Ривкін (9 січня 2013 — 9 лютого 2014, 14 матчів; +8=2-4, 42-29) - Олександр Косенко (27 червня 2014— н.ч., 118 матчів; +68=16-34, 412-243) |

## Досягнення
- Срібний призер чемпіонату Європи (2): 2001, 2003
- Бронзовий призер чемпіонату світу (1): 2024

### Неофіційні
- Переможець турніру «Граау» (Нідерланди) (2): 1996, 1998 рр.
- Переможець турніру «Каттара-94» (ОАЕ): 1994 р.
- Переможець турніру «Артус-Кап» (Німеччина): 1995 р.
- Переможець турніру «Фландрія Кап» (Бельгія): 1998 р.
- Переможець турніру «Кубок Пірамід» (Єгипет): 2003 р.
- Переможець турніру «Кубок Донбасу»: 1994 р.
- Переможець турніру «Кубок Великого Дніпра»: 1996 р.
- Переможець турніру «Київська Русь»: 1996 р.
- Переможець турніру «Кубок Іллічівського порту»: 1998 р.
- Переможець турніру «CFA International Futsal Tournament»: 2016 р.[9]
- Срібний призер турніру «Санкт-Петербурзька осінь»: 1993 р.
- Срібний призер турніру «Кубок ЗІЛа» (Москва, Росія): 1999 р.
- Срібний призер турніру «Кубок Алгарве» (Португлія): 2006 р.
- Срібний призер турніру «Кубок пам'яті Наталії Лисенчук»: 2000 р.
- Срібний призер турніру «Quadrangular international futsal tournament»: 2018 р.[10]
- Бронзовий призер турніру «Гран-прі» (Форталеза, Бразилія): 2008 р.
- Бронзовий призер турніру «Каттара-95» (ОАЕ): 1995 р.
- Бронзовий призер турніру «Хамме-95» (Бельгія): 1995 р.
- Бронзовий призер турніру на приз щотижневика «Футбол Review» (Москва, Росія): 2000 р.
- Бронзовий призер турніру «Кубок пам'яті Наталії Лисенчук»: 1998 р.[11]

## Ювілейні голи

### У складі збірної України
Станом на 23 серпня 2024 року
| Гол  | Футболіст              | Суперник           | Рахунок | Дата             |
| ---- | ---------------------- | ------------------ | ------- | ---------------- |
| 1    | Андрій Суббота         | Білорусь (г)       | 2:1     | 5 червня 1994    |
| 500  | Артем Ковальов         | Андорра (г)        | 9:2     | 1 березня 2007   |
| 600  | Ху Ліє (у свої ворота) | Китай (д)          | 4:2     | 9 жовтня 2008    |
| 700  | Сергій Чепорнюк        | Молдова (д)        | 8:2     | 13 грудня 2010   |
| 800  | Петро Шотурма          | Парагвай (ЧС-2012) | 3:3     | 1 листопада 2012 |
| 900  | Євген Іваняк           | Азербайджан (д)    | 3:2     | 21 березня 2015  |
| 1000 | Ігор Корсун            | Іран (г)           | 1:2     | 26 вересня 2018  |
| 1100 | Михайло Зварич         | Азербайджан (г)    | 4:0     | 18 грудня 2021   |
| 1200 | Даниїл Абакшин         | Коста-Рика (г)     | 4:0     | 22 серпня 2024   |